# Nike z Samotraki
Nike z Samotraki (Samotrake) (Nike Samotracka) – marmurowa rzeźba hellenistyczna z III lub II wieku p.n.e.
Istnieje przypuszczenie, że jej twórcą był Pytokritos z Rodos. Mogła być symbolem i wotum dziękczynnym zwycięstw odniesionych przez Rodyjczyków w wojnie z Antiochem III. Postać Nike ma 2,40 m wysokości, a ze skrzydłami – 3,28 m; prawdopodobnie wyobrażała boginię stojącą na dziobie okrętu.
Odnaleziona została w 1863 na wyspie Samotraka przez francuskiego archeologa amatora Charlesa Champoiseau. Od 1884 eksponowana jest w paryskim Luwrze.
Jest to rzeźba o dużej dozie realizmu, czego wyrazem jest przede wszystkim szata, której nadano szczególny charakter przez uwidocznienie, że jest mokra lub łopocze na wietrze. Wysunięta do przodu prawa noga i rozpostarte skrzydła nadają postaci bóstwa harmonijność ruchu.
Wizerunek tej rzeźby został użyty jako symbol literackiej serii „Nike” wydawnictwa Czytelnik.